# Mircea I de Valàquia
Mircea I de Valàquia o Mircea el Vell (en romanès: Mircea cel Bătrân, pronunciat [͡Ʃmirt͡ʃe̯a t͡ʃel bəˈtrɨn]; c. 1355 - 31 de gener de 1418) va ser el voivode de Valàquia des del 1386 fins a la seva mort el 1418. Era fill de Radu I de Valàquia i germà de Dan I de Valàquia, després de la mort del qual va heretar el tron.
Durant el regnat de Mircea el Vell, Valàquia controlà la zona més gran de la seva història, guanyant Dobruja el 1388, el Banat de Severin el 1388/9 i Podunavia (que se sospita que és la vall de Timok). A més, també se li van concedir els regnes d'Amlaș (Omlás) i Făgăraș (Fogaras) a Transsilvània.
El nom de "vell" se li va donar després de la seva mort per distingir-lo del seu net Mircea II ("Mircea el Jove"), tot i que alguns historiadors creuen que l'epítet li va ser donat en senyal de respecte per les generacions posteriors. És considerat el governant valac més important de l'edat mitjana i un dels grans governants de la seva època, i a partir del segle xix la historiografia romanesa també s'hi han referit com a Mircea el Gran (Mircea cel Mare).

## Família
Mircea era fill del voivoda Radu I de Valàquia i de la seva dona, Doamna Calinichia, sent així descendent de la casa de Basarab. Va ser el pare de Miquel I de Valàquia, Radu II de Valàquia, Alexandre I Aldea i Vlad II Dracul, i avi de Mircea II, Vlad Țepeș (Dràcula), Vlad Călugărul i Radu cel Frumos. Tots ells governarien la Valaquia, en un moment o altre, amb Mircea II i Vlad Țepeș capdavanters militars capaços (aquest últim es va convertir en un dels líders més notoris de la història i es creu que és la inspiració per a la novel·la Dràcula de Bram Stoker).

## Regnat

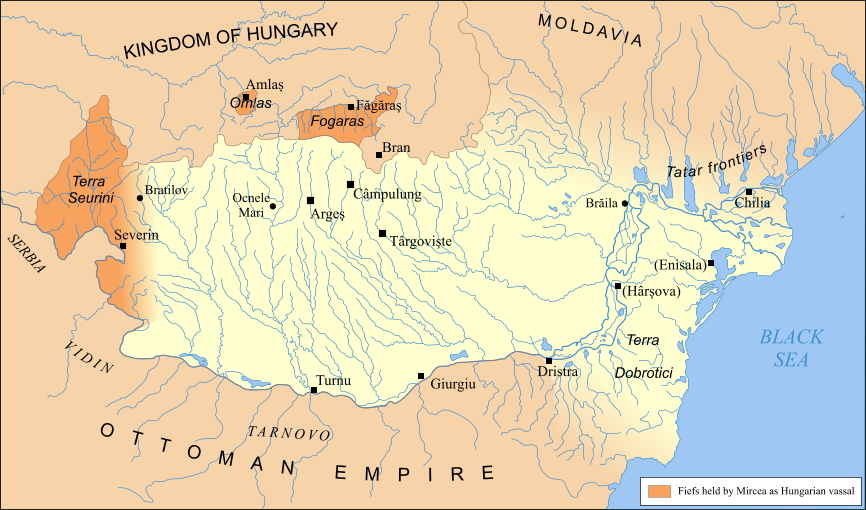
Valàquia sota Mircea cel Bătrân, c. 1390

Sovint es considera que el regnat de Mircea va portar estabilitat a Valàquia. Trobades en una regió volàtil del món, les fronteres d'aquest principat van canviar constantment, però durant el govern de Mircea, Valàquia controlava l'àrea més gran de la seva història: des dels Carpats del Sud al nord fins al Danubi al sud i des de les Portes de Ferro actuals al Danubi a l'oest fins a la mar Negra a l'est.
També els títols de Mircea mostren les seves terres: "Jo, en Déu Crist, el Déu fidel i caritatiu i el Crist amorós i sacrificat, Io Mircea, el gran governant i senyor de la misericòrdia de Déu i del do de Déu, governant i regnant sobretot la terra d'Ungrovlahia i les parts sobre les muntanyes, els tàrtars i Amlas i Fagaras, els hertzs, i el governant del Banat de Severin, i a banda i banda de tota Podunavia, fins al gran mar i governant de la fortalesa de Dartor".
Mircea va enfortir el poder de l'estat i va organitzar els diferents alts càrrecs, va promoure el desenvolupament econòmic, va augmentar els ingressos de l'estat i va encunyar diners de plata que van gaudir d'una àmplia circulació no només al país, sinó també als països veïns. Va donar als comerciants de Polònia i Lituània privilegis comercials i va renovar els que els seus predecessors havien donat al poble de Braşov. Com a resultat, Mircea es va poder permetre el luxe d'augmentar el seu poder militar. Va fortificar les ciutadelles del Danubi i va enfortir "el gran exèrcit" format per ciutadans i camperols lliures i dependents. També va demostrar ser un gran partidari de l'Església Ortodoxa Oriental. Mircea el Vell és el primer de la regió a tractar amb esclaus que donaven 300 habitatges gitanos a un monestir el 1388.
Mentre organitzava el país i les seves institucions, Mircea també va formar un sistema d'aliances duradores que li va permetre defensar la independència del país. Mitjançant l'intermediari de Petru Muşat, el príncep de Moldàvia, va concloure un tractat d'aliança amb Władysław II Jagiełło, rei de Polònia el 1389. El tractat es va renovar el 1404 i el 1410. Va mantenir relacions estretes amb Sigismund de Luxemburg, el rei d'Hongria, basant-se en el seu interès comú en la lluita contra l'expansió otomana.

### Conflictes amb l'Imperi Otomà

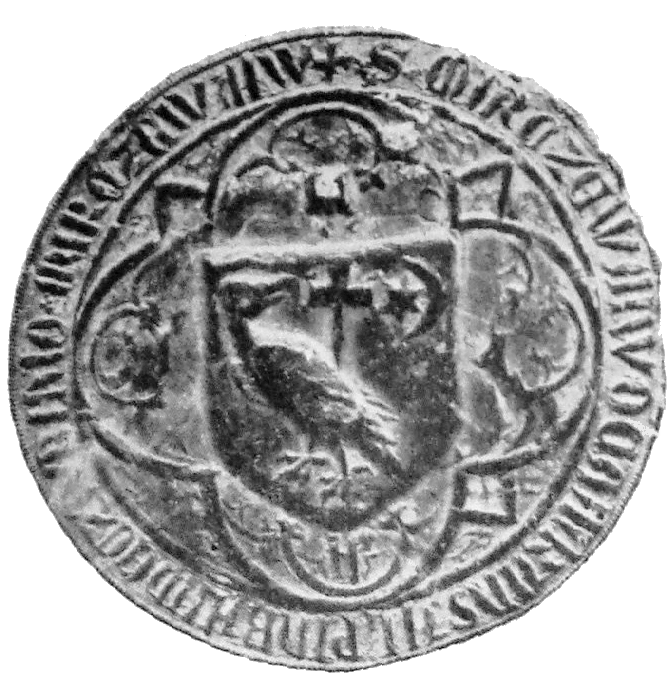
El segell del voivode Mircea del 1390, que representa l'escut de Valàquia

Les seves intervencions en suport dels búlgars al sud del Danubi que lluitaven contra els turcs el van portar a un conflicte amb l'Imperi Otomà. El 1394, Baiazet I (també conegut com a "Yıldırım Beyazıt", "el Thunderbolt") va travessar el Danubi, liderant 40.000 homes, una força impressionant en aquell moment. Mircea tenia només uns 10.000 homes, de manera que no va poder sobreviure a una lluita oberta. Va optar per lluitar contra el que ara s'anomenaria una guerra de Guerrilla, fent passar fam per l'exèrcit contrari i utilitzant petits atacs localitzats i retirades (una forma típica de guerra asimètrica).
El 10 d'octubre de 1394, els dos exèrcits finalment es van enfrontar a la batalla de Rovine, que presentava un terreny boscós i pantanós, evitant així que els otomans estenguessin correctament el seu exèrcit; Mircea finalment va guanyar la dura batalla i va expulsar els otomans del país. Aquesta famosa batalla va ser posteriorment descrita èpicament pel poeta Mihai Eminescu a la seva tercera epístola. No obstant això, Mircea va haver de retirar-se a Hongria, mentre els turcs van instal·lar Vlad Uzurpatorul al tron de Valàquia.
El 1396, Mircea va participar en una croada antiotomana iniciada pel monarca hongarès. La croada va acabar amb la victòria otomana a la batalla de Nicòpolis el 25 de setembre. L'any següent, el 1397, Mircea, després d'haver derrotat Vlad l'Usurpador amb ajuda hongaresa, va aturar una altra expedició otomana que creuava el Danubi i el 1400 va derrotar una altra expedició de turcs que creuaven el país.
La derrota del sultà Baiazet I per Tamerlà a Ankara l'estiu de 1402 va obrir un període d'anarquia a l'Imperi Otomà i Mircea ho va aprofitar per organitzar juntament amb el rei hongarès una campanya contra els turcs. El 1404 Mircea va poder imposar de nou el seu domini a Dobruja. A més, Mircea va participar en les lluites pel tron de l'Imperi Otomà i va permetre a Musa Çelebi ascendir a aquest tron (per un breu regnat). Va ser en aquest moment quan el príncep va assolir l'altura del seu poder.
Cap al final del seu regnat, Mircea va signar un tractat amb els otomans; a canvi d'un tribut de 3.000 peces d'or a l'any, els otomans van desistir de fer de Valàquia una província ("pashalik").

## Llegat
El "més valent i més hàbil dels prínceps cristians", segons va ser descrit per l'historiador alemany Leunclavius, va governar Valàquia durant 32 anys. Mircea era un Ktitor, construint, entre altres monuments, el monestir de Cozia, a prop de Călimănești, al 1390. Va fer construir esglésies segons els Estils arquitectònics serbis, segons els models de l'església de Lazarica, Veluće, Naupara i el Monestir de Kalenič.

## A la cultura popular
Mircea va ser interpretat per Sergiu Nicolaescu a la pel·lícula Mircea del 1989, va dirigir el mateix Nicolaescu.